# Ли, Чарльз (баскетболист)
Чарльз Ли (англ. Charles Lee; род. 11 ноября 1984, Вашингтон) — американский баскетбольный тренер. В настоящее время является главным тренером команды НБА «Шарлотт Хорнетс». В качестве ассистента главного тренера дважды становился чемпионом НБА: в 2021 году в тренерском штабе «Милуоки Бакс» и в 2024 году в тренерском штабе «Бостон Селтикс».

## Карьера в колледже
Ли стал игроком года в конференции Patriot League в 2006 году. Он помог «Бакнелл» дважды подряд стать чемпионом Patriot League и дважды подряд попасть во второй раунд турнира NCAA. За четыре сезона с «Байзон» Ли дважды входил в первую сборную конференции Patriot League (2004, 2005) и один раз во вторую сборную (2003). Он закончил свою карьеру в «Бакнелл» с 1147 очками (11,0 очков за игру), 568 подборами (5,5 подборов за игру) и 167 перехватами (1,61 передач за игру).
Ли поступил в «Бакнелл» за год до того, как школа начала предлагать спортивные стипендии, и никогда не получал ничего, кроме частичной финансовой помощи. New York Times назвала его «[одним из] лучших игроков студенческого баскетбола, не получающих стипендии». В «Байзон» Ли специализировался на бизнесе.

## Профессиональная карьера
В 2006 году Ли играл за «Сан-Антонио Спёрс» во время летней лиги НБА и предсезонной подготовки, но не попал в основной состав. С тех пор он играл за израильский «Хапоэль» (Гильбоа/Афула), бельгийский «Пепенстер» и немецкие «Гёттинген» и «Артланд Дрэгонс». После ухода из баскетбола Ли работал на Уолл-стрит в Merrill Lynch.

## Карьера тренера

### Ассистент главного тренера (2012—2024)
25 июня 2012 года «Бакнелл Байзон» объявил, что Ли возвращается уже в качестве помощника главного тренера мужской баскетбольной команды.
20 августа 2014 года «Атланта Хокс» объявили, что Ли был нанят в качестве помощника тренера в штабе главного тренера Майка Буденхольцера
.
После того, как Буденхольцер расстался с «Хокс» и стал главным тренером «Милуоки Бакс», Ли переехал в Милуоки и присоединился к команде Буденхолзера в качестве помощника тренера в 2018 году. После ухода главного помощника тренера Дарвина Хэма в «Лос-Анджелес Лейкерс» в 2022 году Ли стал заместителем главного тренера «Бакс».
11 июня 2023 года стало известно, что Ли будет нанят «Бостон Селтикс» в качестве главного помощника тренера.

### Шарлотт Хорнетс (2024—настоящее время)
9 мая 2024 года Ли был нанят на должность нового главного тренера «Шарлотт Хорнетс». Он официально присоединился к команде после победы «Селтикс» в финале НБА.

## Результат в качестве тренера
| Команда         | Сезон      | G  | W  | L  | W–L% | Итог                          | PG | PW | PL | Результат     |
| --------------- | ---------- | -- | -- | -- | ---- | ----------------------------- | -- | -- | -- | ------------- |
| Шарлотт Хорнетс | 2024/25    | 82 | 19 | 63 | .232 | 4-е в Юго-Восточном дивизионе | —  | —  | —  | не участвовал |
| За карьеру      | За карьеру | 82 | 19 | 63 | .232 | —                             | —  | —  | —  | —             |